# Ischnus alpinicola
Ischnus alpinicola är en stekelart som beskrevs av Heinrich 1951. Ischnus alpinicola ingår i släktet Ischnus och familjen brokparasitsteklar. Inga underarter finns listade i Catalogue of Life.